# Evippa sibirica
Evippa sibirica är en spindelart som beskrevs av Yuri M. Marusik 1995. Evippa sibirica ingår i släktet Evippa och familjen vargspindlar. Inga underarter finns listade i Catalogue of Life.